# Pallamano Cellini Padova
La Pallamano Benvenuto Cellini Padova è una società di pallamano di Padova fondata nel 1984. La sezione femminile milita in Serie A1, la massima serie nazionale; la sezione maschile disputa invece la Serie B, l'ultimo livello del campionato italiano di pallamano maschile.

## Rosa 2022-23

### Femminile
| N° | Naz.                 | Ruolo | Sportivo           | Anno |  |  |
| -- | -------------------- | ----- | ------------------ | ---- |  |  |
| 15 | Italia (bandiera)    | P     | Martina Broch      | 1999 |  |  |
| 22 | Nigeria (bandiera)   | P     | Sonia Enabulele    | 2004 |  |  |
| 25 | Italia (bandiera)    | P     | Annalena Ennemoser | 2005 |  |  |
| 3  | Italia (bandiera)    | T     | Yvana Djiogap      | 2003 |  |  |
| 4  | Italia (bandiera)    | T     | Carelle Djiogap    | 2000 |  |  |
| 7  | Argentina (bandiera) | PV    | Micaela Barresi    | 1992 |  |  |
| 8  | Italia (bandiera)    | T     | Bevelyn Eghianruwa | 2002 |  |  |
| 12 | Italia (bandiera)    | A     | Marta Zannoni      | 2003 |  |  |
| 14 | Italia (bandiera)    | T     | Vanessa Djiogap    | 2001 |  |  |
| 17 | Italia (bandiera)    | A     | Giorgia Meneghini  | 2005 |  |  |
| 18 | Italia (bandiera)    | A     | Fatima Aroubi      | 1999 |  |  |
| 19 | Italia (bandiera)    | A     | Angela Prela       | 2005 |  |  |
| 20 | Italia (bandiera)    | T     | Serena Eghianruwa  | 2004 |  |  |
| 31 | Algeria (bandiera)   | T     | Fatiha Haimer      | 1993 |  |  |